# Longué-Jumelles
Longué-Jumelles ist eine französische Gemeinde mit 6583 Einwohnern (Stand 1. Januar 2022) im Département Maine-et-Loire in der Region Pays de la Loire.

## Geografie
Longué-Jumelles liegt im Nordosten des Départements Maine-et-Loire. Die Gemeinde wird vom Lathan durchflossen. Das Gemeindegebiet ist Bestandteil des Regionalen Naturparks Loire-Anjou-Touraine.
Nächste größere Stadt ist Saumur, 15 Kilometer südlich.
Der wesentlich größere Ortsteil ist Longué, das vier Kilometer nördlich gelegene Jumelles hat nur wenige hundert Einwohner.

## Bevölkerungsentwicklung
| Jahr      | 1962 | 1968 | 1975 | 1982 | 1990 | 1999 | 2011 | 2018 |
| Einwohner | 4500 | 4805 | 6317 | 6773 | 6781 | 6928 | 6832 | 6809 |

## Verkehr
Longué-Jumelles  wird von der E 60 durchquert, die hier auf der Nationalstraße N 147 verläuft. Nördlich der Gemeinde befindet sich eine Ausfahrt der A 85.

## Städtepartnerschaft
- Sinsheim, Deutschland (Baden-Württemberg), seit 1976

## Sehenswürdigkeiten
- Kirche Notre-Dame
- Herrenhaus Grand'Maison, Monument historique
- Wohnhaus La Chesnaie-Archenon, Monument historique
- Wohnhaus Le Grand Boust, Monument historique

Siehe auch: Liste der Monuments historiques in Longué-Jumelles

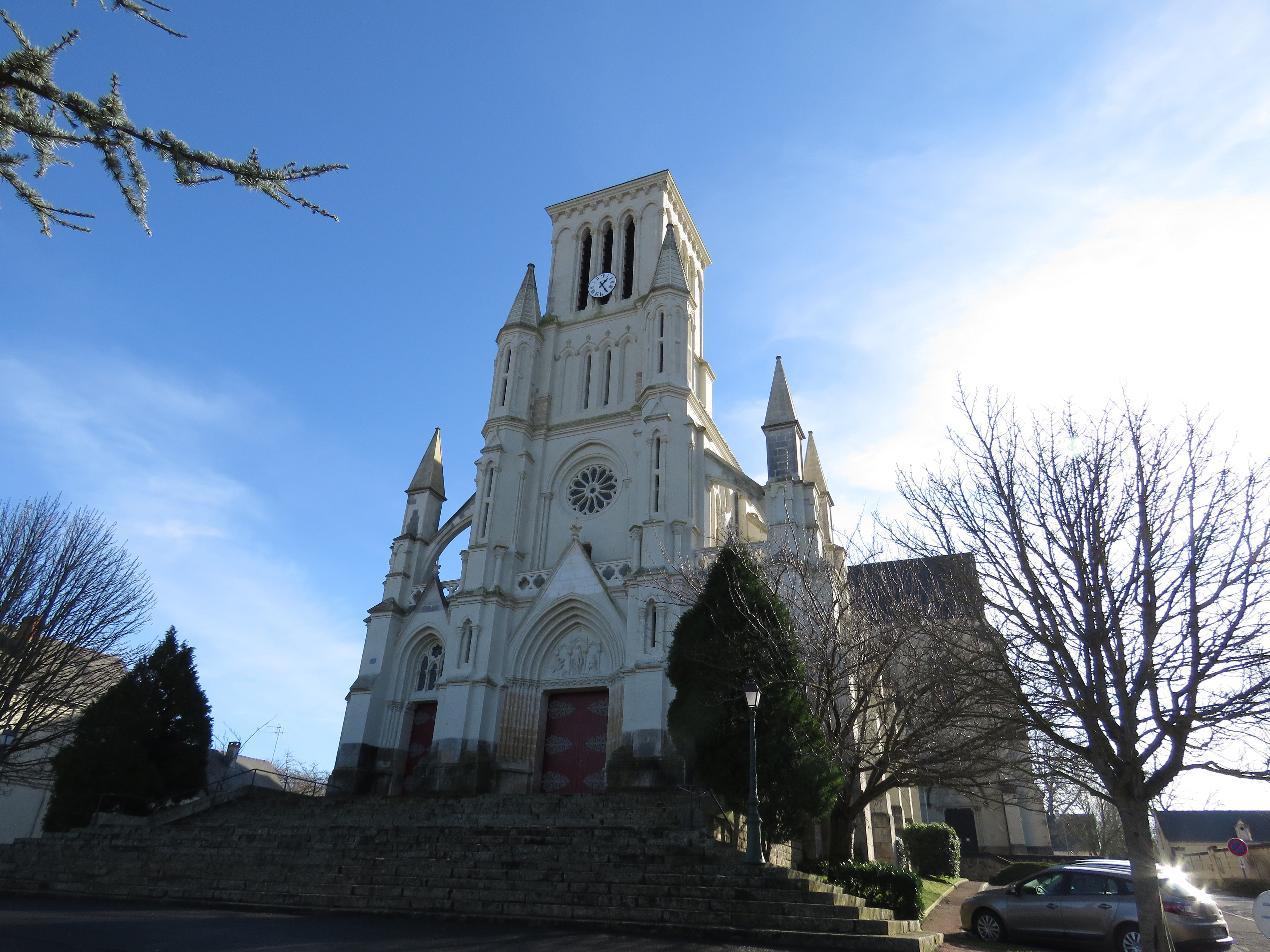
Kirche Notre-Dame
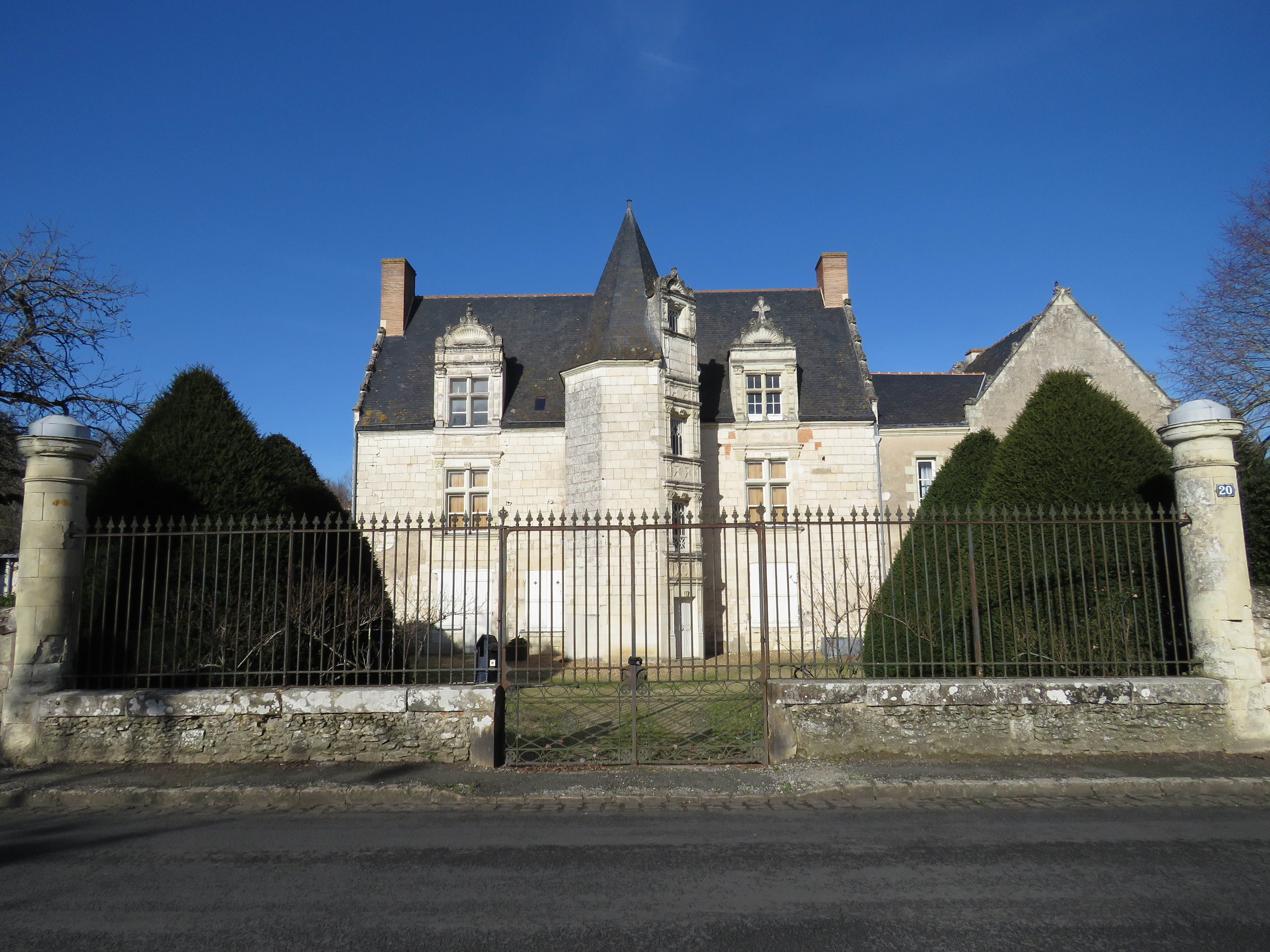
Herrenhaus Grand'Maison
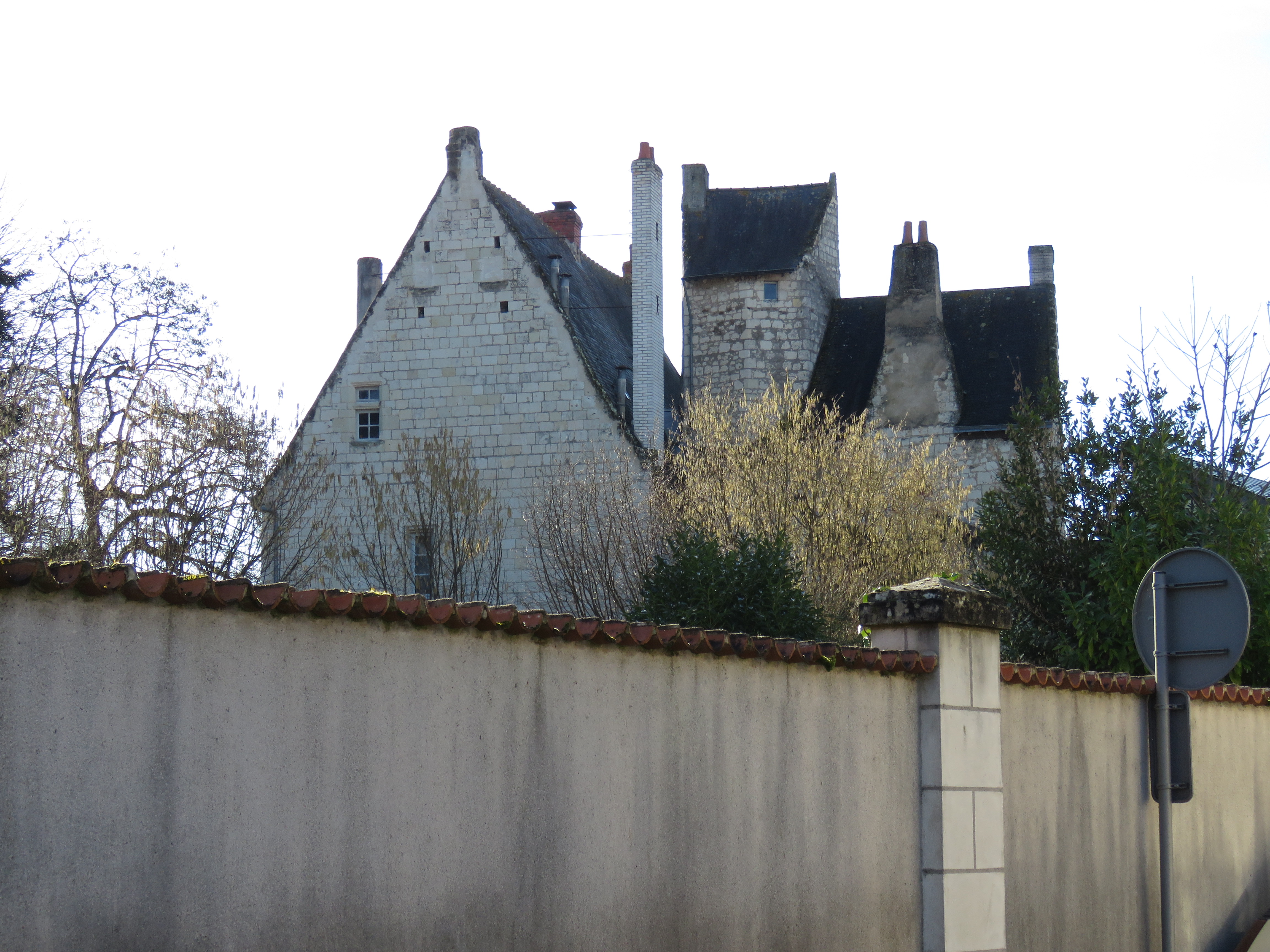
Wohnhaus La Chesnaie-Archenon
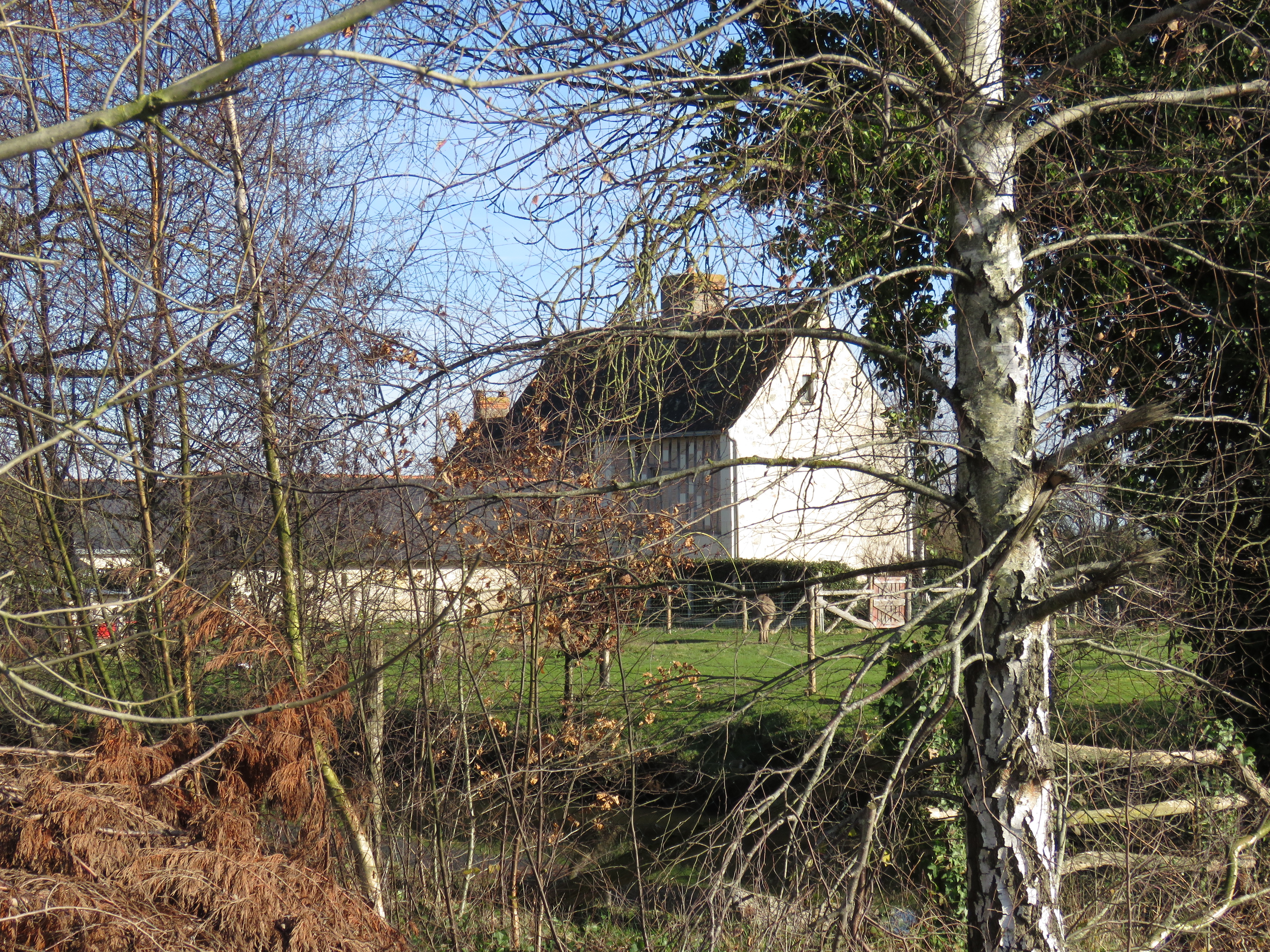
Wohnhaus Le Grand Boust